# Placówka Straży Granicznej II linii „Dzietrzkowice”
Placówka Straży Granicznej II linii „Dzietrzkowice” – jednostka organizacyjna Straży Granicznej pełniąca służbę wywiadowczą na granicy polsko-niemieckiej w okresie międzywojennym.

## Formowanie i zmiany organizacyjne
Rozporządzeniem Prezydenta Rzeczypospolitej Polskiej Ignacego Mościckiego z 22 marca 1928 roku, do ochrony północnej, zachodniej i południowej granicy państwa, a w szczególności do ich ochrony celnej, powoływano z dniem 2 kwietnia 1928 roku  Straż Graniczną.
Rozkazem nr 3 z 25 kwietnia 1928 roku w sprawie organizacji Wielkopolskiego Inspektoratu Okręgowego dowódca Straży Granicznej gen. bryg. Stefan Pasławski  określił strukturę organizacyjną komisariatu SG „Dzietrzkowice”. Placówka Straży Granicznej II linii „Dzietrzkowice” znalazła się w jego strukturze.
Siedziba placówki mieściła się w wynajętym od osoby prywatnej budynku.
Rozkazem nr 13 z 31 lipca 1939 roku w sprawach [...] przeniesienia siedzib i zmiany przydziałów jednostek organizacyjnych, komendant Straży Granicznej gen. bryg. Walerian Czuma przeniósł siedzibę komisariatu i placówkę II linii „Dzietrzkowice” do m. Radostów.

## Funkcjonariusze placówki
Kierownicy placówki
| stopień | imię i nazwisko, numer | okres pełnienia służby | kolejne stanowisko |
| ------- | ---------------------- | ---------------------- | ------------------ |
|         |                        |                        |                    |

Obsada personalna placówki :
- strażnik Baran Piotr - był od 3.III.1932 r[5]